# Selles (Haute-Saône)
Selles ist eine Gemeinde im französischen Département Haute-Saône in der Region Bourgogne-Franche-Comté.

## Geographie
Selles liegt auf einer Höhe von 243 m über dem Meeresspiegel, fünf Kilometer nördlich von Vauvillers und etwa 38 Kilometer nördlich der Stadt Vesoul (Luftlinie). Das Dorf erstreckt sich im äußersten Norden des Departements, am nördlichen Talrand des Côney, am Südrand des Höhenrückens des Mont Paron.
Die Fläche des 14,36 km² großen Gemeindegebiets umfasst einen Abschnitt in der leicht gewellten Landschaft östlich des oberen Saônetals. Der südliche Gemeindeteil wird von der Alluvialebene des Côney eingenommen, der abschnittsweise die Südgrenze markiert. Parallel nördlich des Flusses verläuft die Wasserstraße des Canal de l’Est. Die Talaue liegt durchschnittlich auf 235 m und weist eine Breite von ungefähr einem Kilometer auf. Im Süden reicht das Areal bis an den Rand der Waldgebiete Bois de Foignouse und Bois de la Craie.
Vom Flusslauf erstreckt sich das Gemeindeareal nordwärts auf das angrenzende Plateau, das durch die Talmulden einiger kurzer Seitenbäche des Côney untergliedert wird. Landwirtschaftliche Nutzung herrscht hier vor. Weiter nach Norden dominieren ausgedehnte Waldungen (Forêt Domaniale de Selles et Passavant). Eine fast 100 m hohe Geländestufe leitet zum breiten Höhenrücken des Mont Paron über, der die nördliche Grenze bildet. Mit 417 m wird hier die höchste Erhebung von Selles erreicht. Die östliche Grenze verläuft entlang dem Ruisseau du Morillon, einem rechten Zufluss des Côney. In geologisch-tektonischer Hinsicht besteht das Gelände aus Buntsandstein der unteren Trias. An einigen Orten treten sandig-mergelige und kalkige Sedimente zutage, die während der Lias (Unterjura) abgelagert wurden.
Zu Selles gehört die Siedlung La Verrerie-de-Selles (310 m) am Ostfuß des Mont Paron. Nachbargemeinden von Selles sind Passavant-la-Rochère im Westen und Norden, Pont-du-Bois im Osten sowie Alaincourt, Montdoré und La Basse-Vaivre im Süden.

## Geschichte
Erstmals urkundlich erwähnt wird die Kirche von Selles im Jahr 1230 unter dem Namen Celles. Der Ortsname leitet sich vom lateinischen Wort cella (Kammer, Wohnstätte) ab. Im Mittelalter gehörte Selles zur Freigrafschaft Burgund und darin zum Gebiet des Bailliage d’Amont. Die lokale Herrschaft hatten zunächst die Herren von Jonvelle, dann die Herren von Vauvillers inne. Zusammen mit der Franche-Comté gelangte das Dorf mit dem Frieden von Nimwegen 1678 definitiv an Frankreich. Vom Mittelalter bis Ende des 19. Jahrhunderts war Selles ein Schifferdorf und hatte den Rang eines Umschlagplatzes für Waren und Holz am nördlichen Ende des Flusssystems der Saône.

## Sehenswürdigkeiten
Die Kirche Notre-Dame de l'Assomption (Mariä Himmelfahrt) stammt ursprünglich aus dem 12. Jahrhundert. Aus dieser Zeit sind der Chorraum und der Glockenturm erhalten, während das Schiff 1828 neu erbaut wurde. Zur wertvollen Ausstattung gehören die Kanzel (17. Jahrhundert), Mobiliar und Altäre aus dem 18./19. Jahrhundert sowie zahlreiche Statuen und Gemälde.
Über den Canal de l'Est (Canal des Vosges) führt eine Drehbrücke, die als Monument historique klassiert ist, und im Anschluss daran über den Côney eine Steinbogenbrücke. Auf freiem Feld südlich des Côney steht die Kapelle Notre-Dame de Lourdes, die 1885 errichtet wurde.

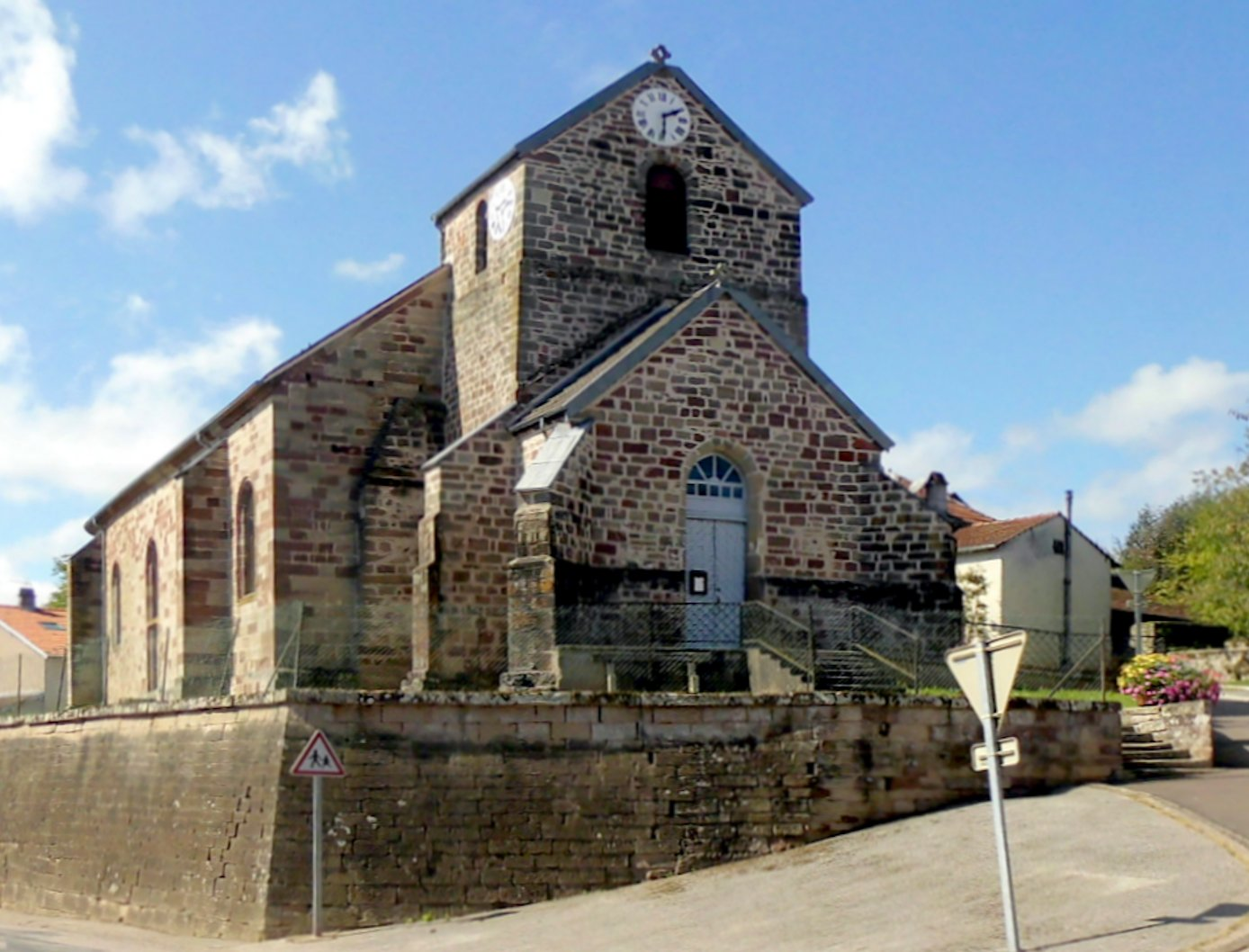
Kirche Notre-Dame de l'Assomption
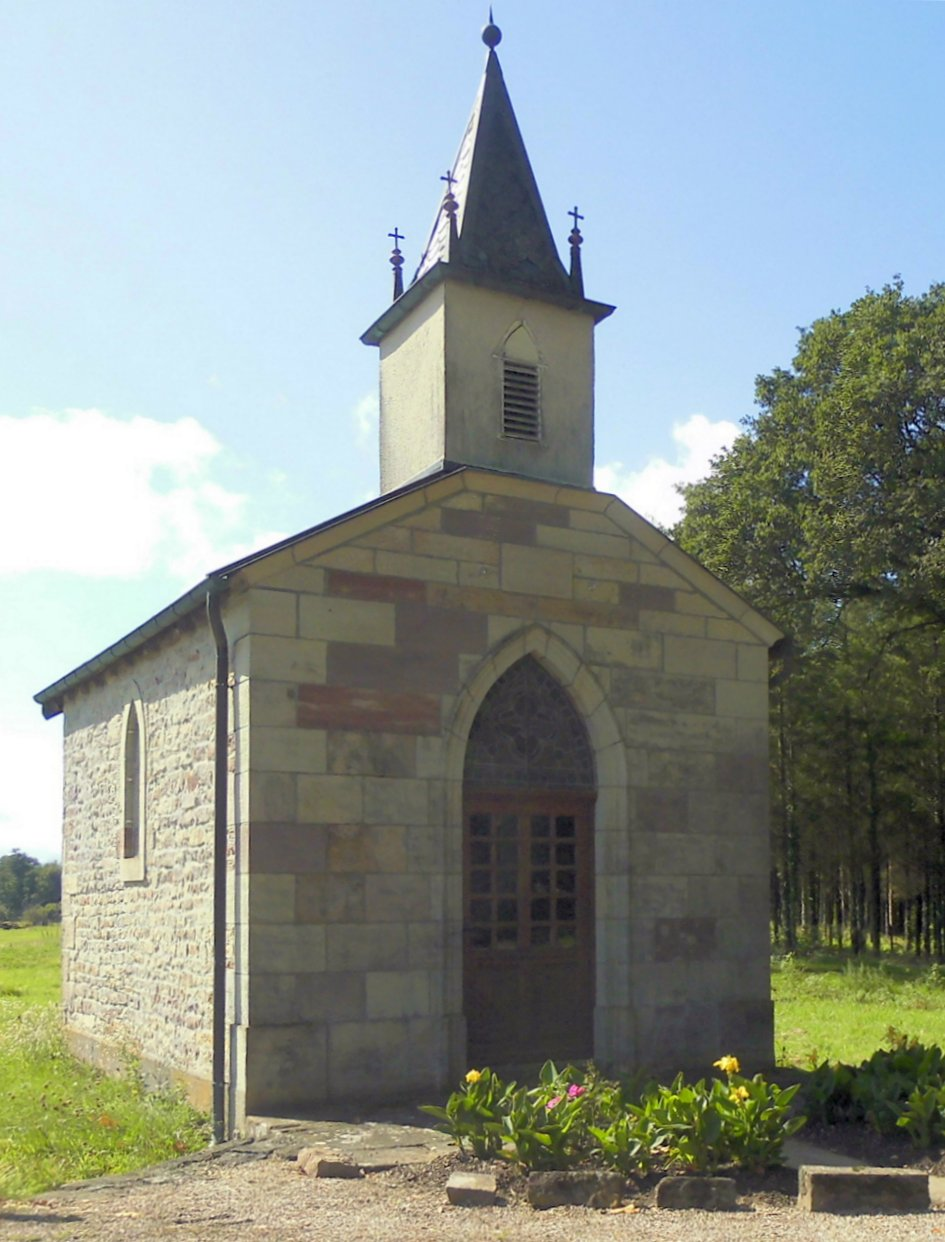
Kapelle Notre-Dame de Lourdes
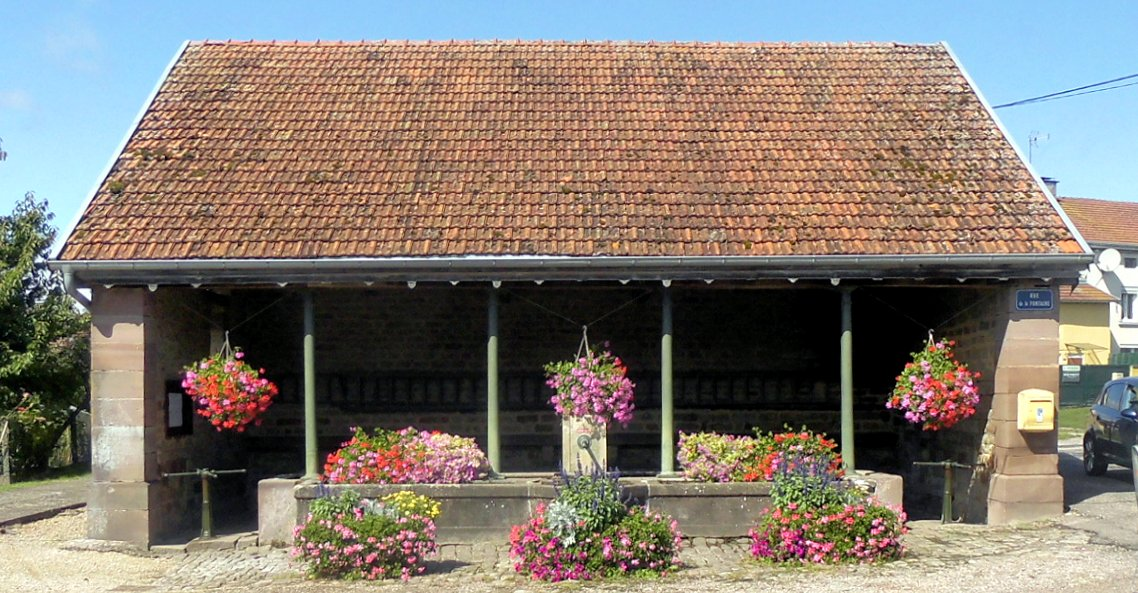
Lavoir in der Rue de la Fontaine
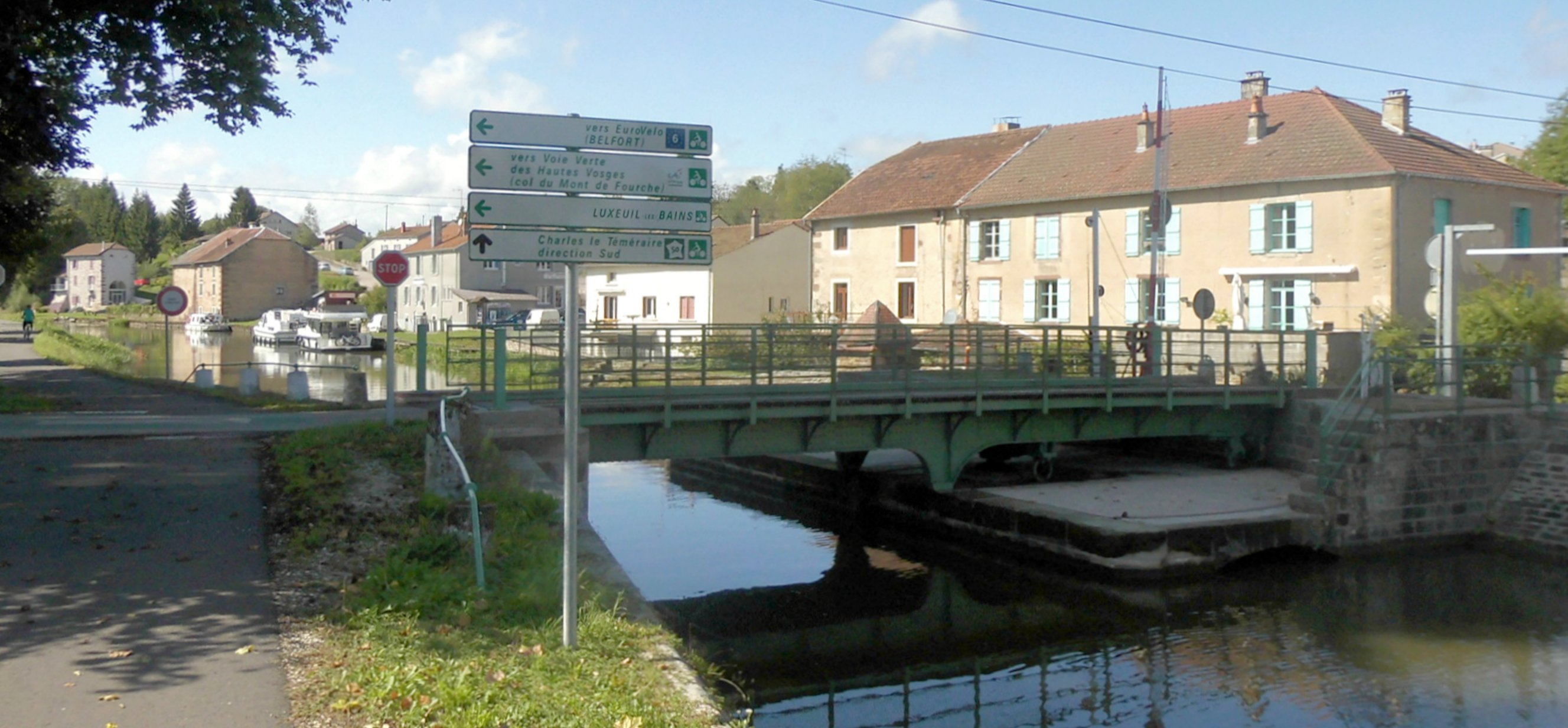
Drehbrücke über den Canal des Vosges

## Bevölkerung
| Jahr                       | 1962 | 1968 | 1975 | 1982 | 1990 | 1999 | 2006 | 2017 |
| Einwohner                  | 343  | 308  | 300  | 311  | 299  | 246  | 246  | 204  |
| Quellen: Cassini und INSEE |      |      |      |      |      |      |      |      |

Mit 217 Einwohnern (1. Januar 2022) gehört Selles zu den kleinen Gemeinden des Départements Haute-Saône. Nachdem die Einwohnerzahl während des 20. Jahrhunderts markant abgenommen hatte (1881 wurden noch 759 Personen gezählt), wurde in den letzten Jahren eine Stagnation erreicht.

## Wirtschaft und Infrastruktur
Selles war schon früh ein durch die Schifferei geprägtes Dorf. Daneben bestimmten eine Ziegelei und eine Glashütte das wirtschaftliche Leben. Heute gibt es einige Betriebe des Klein- und Mittelgewerbes, darunter eine Käserei. In den letzten Jahrzehnten hat sich das Dorf zu einer Wohngemeinde gewandelt. Viele Erwerbstätige sind deshalb auch Wegpendler, die in den größeren Ortschaften der Umgebung ihrer Arbeit nachgehen.
Die Ortschaft liegt abseits der größeren Durchgangsachsen an einer Departementsstraße, die von Vauvillers nach Passavant-la-Rochère führt. Weitere Straßenverbindungen bestehen mit La Basse-Vaivre und Pont-du-Bois.